# Palacio de Tribunales de Santiago del Estero
El Palacio de Tribunales de Santiago del Estero es la sede del Poder Judicial de la Provincia de Santiago del Estero, Argentina. Se encuentra ubicado en la ciudad de Santiago del Estero, en la manzana comprendida entre calles Hipólito Yrigoyen, Alvear, Absalón Rojas y Chacabuco.
El edificio se encuentra en una zona cívica de la ciudad que está jerarquizada por otros edificios públicos, como la Casa de Gobierno, la Estación Terminal de Ómnibus de Santiago del Estero, el Edificio de la Cámara de Diputados y el Centro de Convenciones entre otros, formando un eje cívico por la proximidad entre ellos.
Fue ideado y ejecutado como una de las obras del Plan Quinquenal Nacional en la provincia, durante la primera presidencia de Juan Domingo Perón. Fue habilitado en los primeros años de la década de 1950. Es de estilo racionalista y fue diseñado por un equipo de profesionales encabezado por el arquitecto Antonio Contato.
En 1993, el palacio fue parcialmente incendiado durante los sucesos del Santiagueñazo, una revuelta popular donde fueron saqueadas y quemadas las sedes de los tres poderes del estado provincial.
En 2010 se inauguró una ampliación del edificio sobre calle Yrigoyen, aumentando más de 10 000 m² de superficie cubierta, destinado a modernizar el sistema judicial santiagueño. Este nuevo sector consta de subsuelo, planta baja, cinco pisos en altura y un helipuerto. Ha sido específicamente diseñado para albergar a organismos del fuero civil y comercial, del Ministerio Público y diversas áreas complementarias. Se incluyeron como áreas complementarias: salón auditorio, dos salas de remate, informática, informes y seguridad, servicio generales, estacionamiento subterráneo cubierto, helipuerto, bar, sucursal bancaria, locutorio, estación transformadora de electricidad, y  alcaldía, entre otras dependencias.
En 2020, se llevó a cabo una revalorización general del edificio histórico. Se trató de revertir el deterioro que el edificio presentaba, incorporando nuevos materiales y elementos tecnológicos. Se realizó una pintura general en toda la superficie del edificio y se arreglaron zonas deterioradas. También se efectuó una restauración, limpieza y pintura de carpintería y vidrios; se unificaron y canalizaron desagües pluviales. Además, se jerarquizó el pórtico de ingreso y escalinatas, mediante la restauración del mármol existente en el mismo, e instalación de marquesina metálica y la reconversión lumínica mediante la utilización de tecnología RGB (Rojo-Verde-Azul). La restauración fue finalizada e inaugurada en diciembre de ese año.